# Аренела (Гросето)
Аренела је насеље у Италији у округу Гросето, региону Тоскана.
Према процени из 2011. у насељу је живело 9 становника. Насеље се налази на надморској висини од 17 м.